# Park Joo-sun
Park Joo-sun (* 23. Juli 1949 in Boseong-gun, Jeollanam-do) ist ein südkoreanischer Politiker und Mitglied der südkoreanischen Nationalversammlung (Gukhoe), wo er den Wahlkreis Dong-gu, Nam-gu Eul in der Stadt Gwangju vertritt. Er amtiert neben Yoo Seong-min als einer der beiden Co-Parteivorsitzenden der Bareun-mirae-Partei, dem Zusammenschluss der Bareun-Partei und der Gungminui-Partei, wobei er vor der politischen Allianz der Gungminui-Partei angehörte.

## Frühes Leben
Park Joo-sun wurde 1949 in Jeollanam-do geboren und studierte Rechtswissenschaften an der Seoul National University. Dieses Studium beendete er 1980. 1987 beendete er sein Doktoratsstudium an der University of Cambridge. Danach war er bis zu seinem Gang in die Politik als Staatsanwalt tätig. 

## Politische Karriere
Park Joo-sun versuchte zuerst als Mitglied der Sae-cheonnyeon-minju-Partei von Präsident Kim Dae-jung in das südkoreanische Parlament gewählt zu werden, scheiterte jedoch bereits in der Vorwahl. So wurde er im Rahmen der Parlamentswahl in Südkorea 2000 zum ersten Mal als Mitglied der Gukhoe als Parteiloser gewählt. 2016 trat er der von Ahn Cheol-soo gegründeten Gungminui-Partei bei. Als diese bei den Parlamentswahlen in Südkorea 2016 drittstärkste Kraft wurde, wurde Park zum zweiten stellvertretenden Sprecher des Parlamentes gewählt.
Im Zuge der vorgezogenen Präsidentschaftswahl in Südkorea 2017 bewarb sich Park in der parteiinternen Vorwahl der Gungminui-Partei, unterlag jedoch Ahn Cheol-soo, welcher als Kandidat in das Rennen zog und letztendlich den dritten Platz erreichte. Danach amtierte Park als interimistischer Parteivorsitzender der Gungminui-Partei.
Als sich seine Partei Anfang 2018 mit der liberalkonservativen Bareun-Partei, einer Abspaltung der konservativen Jayu-hanguk-Partei zur neugegründeten Bareun-mirae-Partei zusammenschloss, wurde Park neben Yoo Seong-min von der Bareun-Partei zu einem der beiden Co-Parteivorsitzenden der Partei gewählt.
Park ist Mitglied des parlamentarischen Komitees für auswärtige Angelegenheiten und Wiedervereinigung. Politisch setzt sich Park unter anderem für die Aufarbeitung des 1980 stattgefundenen Gwangju-Aufstandes ein. Im Oktober 2019 sprach er sich dafür aus, auf die Vereinigten Staaten Druck auszuüben, damit diese damit in Zusammenhang stehende Dokumente veröffentlichen würden. Zudem ist Park Vorsitzender des parlamentarischen Komitees für freundschaftliche Beziehungen Koreas mit Kroatien. Park sprach sich dafür den 15. Juni und den 4. Oktober als nationale Feiertage zu deklarieren, da sich an diesen Tagen in den Jahren 2000 und 2007 Gipfeltreffen zwischen Nordkorea und Südkorea ereigneten.